# تارچنتو
تارچنتو (به ایتالیایی: Tarcento) یک کومونه در ایتالیا است که در استان اودینه واقع شده‌است.

## خصوصیات
تارچنتو ۳۵ کیلومترمربع مساحت و ۹٬۱۱۲ نفر جمعیت دارد و ۲۳۰ متر بالاتر از سطح دریا واقع شده‌است.

## خواهرخوانده
شهرهای اونترفورینگ، بوتس، اسلوونی و Arnoldstein خواهرخوانده‌های تارچنتو هستند.